# Камерный хор RIAS
Камерный хор RIAS (нем. RIAS Kammerchor) — профессиональный камерный хор, базирующийся в Берлине. Один из известных во всём мире камерных хоров, со специализацией на музыке XX — XXI веков.

## Краткая характеристика
Создан в 1948 году при радиостанции в американском секторе Западного Берлина (RIAS, т.е. Rundfunk im amerikanischen Sektor) под названием Rundfunkchor des RIAS (Хор радио RIAS). Первое публичное выступление хора (под управлением Г. Фройцхейма) состоялось 15 октября 1948 в Берлине. Когда после воссоединения Германии финансируемая США берлинская радиостанция (в 1993) прекратила существование, хор продолжил существование как независимая концертная организация под «старым» брендом. С 2017 года художественный руководитель хора — Джастин Дойл. В качестве гостевых дирижёров с оркестром выступают Ринальдо Алессандрини, Масааки Судзуки, Робин Тиччати, Иван Фишер, Рене Якобс и др.
Помимо стандартного (классико-романтического) репертуара организаторы с 1950-х гг. сделали акцент на современной музыке. В исполнении Камерного хор RIAS состоялись примеры хоровых сочинений Б. Блахера (Сны о жизни и смерти, 1956; Реквием, 1960), М. Кагеля (Sankt-Bach-Passion, 1985), Э. Кшенека (Шесть мотетов, 1959), Т. Мансуряна (Реквием, 2011), Д. Мийо (Стихотворения Х. Гильена, 1958), К. Орфа (De temporum fine comoedia, 1973), К. Пендерецкого (Dimensionen der Zeit und der Stile, 2-я ред., 1961; Te Deum, 1981), А. Пярта (Семь антифонов к магнификату, 1988), А. Раймана (Verrà la morte, 1967; Реквием, 1982; Nunc dimittis, 1984), В. Рима (Отче наш, Fragmenta passionis - оба сочинения 2012), Тан Дуна («Страсти на воде», 2000), Х. В. Хенце (Хоровая фантазия, 1967; Плот Медузы, 1968), Б. А. Циммермана (Реквием для молодого поэта, 1969) и др. композиторов.
Хор широко гастролировал (преимущественно) в Европе. Среди многих аудиозаписи (начиная с 1950-х гг.) кантаты и оратории И. С. Баха Архивная копия от 25 июля 2018 на Wayback Machine. Творческие достижения Камерного хора RIAS отмечены наградами и премиями, в том числе (неоднократно) приз немецкой критики (Preis der deutschen Schallplattenkritik). В 2013 г. по версии журнала «Grammophone» коллектив вошёл в десятку лучших камерных хоров во всём мире.

## Руководители
- 1948–1954: Герберт Фройцхейм (Froitzheim)
- 1954–1972: Гюнтер Арндт
- 1972–1986: Уве Гроностай
- 1987–2003: Маркус Крид
- 2003–2006: Даниель Ройс (Reuss)
- 2007–2015: Ганс-Кристоф Радеман (Rademann)
- 2015–2016 Ринальдо Алессандрини
- 2017– Джастин Дойл